# Oliver Koletzki
Oliver Koletzki (* 5. Oktober 1974 in Braunschweig) ist ein deutscher Produzent und DJ im Bereich der elektronischen Tanzmusik und House. Koletzki wurde vor allem durch den Track Der Mückenschwarm international bekannt.

## Leben
Koletzkis musikalische Entwicklung begann mit einem C64 und eigenen Hip-Hop-Beats. Mit 18 Jahren fing er an, im heimatlichen Braunschweig aufzulegen und wurde zu einem DJ der lokalen Szene. Im Jahr 2000 beschloss er, nach Berlin zu ziehen, um professionell Musik zu machen. Nach einer Banklehre holte er das Abitur am Berlin-Kolleg nach, mit Ausrichtung auf Musik. Vom Hip-Hop wandte er sich in dieser Zeit mehr dem House und Techno zu. 2004 begann er ein Studium der Musikwissenschaften, das er jedoch nach einem Jahr wieder abbrach.
Im Jahr 2005 hatte Koletzki seinen Durchbruch mit dem Stück Der Mückenschwarm, das bei dem Label Cocoon Recordings erschien. Viele DJs (u. a. Sven Väth) spielten den Track und listeten ihn in ihren Charts auf. Bei Leserumfragen im Groove Magazine und Raveline Magazin wurde er zum Track des Jahres 2005 gewählt, die Leser des Groove Magazines kürten Koletzki außerdem zum Best Newcomer 2005. Der Mückenschwarm erschien mit Remixen von Künstlern wie Pig & Dan und Dominik Eulberg. Nach diesem Erfolg folgten weltweite Bookings und weitere Releases, unter anderem auf Martin Eyerers Kling Klong Imprint.
Im September 2005 gründete Koletzki sein eigenes Label Stil vor Talent, welches ursprünglich als Plattform für die eigenen Produktionen gedacht war, mit dem er jedoch auch junge Nachwuchstalente wie Sascha Braemer, H.O.S.H. und David August förderte. Sein erstes Album Get Wasted brachte Koletzki dort 2007 heraus. Insgesamt erschienen von ihm mehr als 70 Veröffentlichungen, darunter die Alben Großstadtmärchen (2009), Lovestoned (2010) und Großstadtmärchen 2 (2012). Seit 2009 tritt er auch mit seiner fünfköpfigen Band The Koletzkis auf. Im Jahr 2012 gründete er das Zweitlabel Light My Fire, ein Dance-Imprint mit Schwerpunkt auf Veröffentlichung von EPs. Am 16. Mai 2014 kam Koletzkis fünfter Longplayer, I am O.K., via Universal Music in den Handel.

## Diskografie (Auszug)

### Alben
- Get Wasted (2007), Stil vor Talent
- Großstadtmärchen (2009), Stil vor Talent
- Lovestoned (Oliver Koletzki & Fran, 2010), Stil vor Talent
- Großstadtmärchen 2 (2012), Stil vor Talent
- I am O.K. (2014), Universal Music
- The Arc of Tension (2017), Stil vor Talent
- Noordhoek (Oliver Koletzki, Niko Schwind, 2018), Stil vor Talent
- Fire In The Jungle (2019), Stil vor Talent
- Made of Wood (2021), Stil vor Talent
- Trip to Sanity (2023), Stil vor Talent

### Singles und EPs
- Blackout (2005), Stil vor Talent 12"
- Der Mückenschwarm (2005), Cocoon Recordings 12"
- Da bleibt er ganz cool (2006), Kling Klong 12"
- Eferding Berlin (2006), Flash Recordings 12", zusammen mit Florian Meindl
- Follow Up (2006), Stil vor Talent 12"
- Granulum / Nimbus (2006), Kickboxer 12", zusammen mit Martin Eyerer
- Yes I Can Fly (2006), Yesionova Recordings 12"
- Don't Forget to Go Home (2007), Stil vor Talent 12"
- Kolibri (2007), Flash Recordings 12", zusammen mit Florian Meindl
- Music from the Heart (2007), Hell Yeah Recordings 12"
- Pulse Your Hands (2007), Kling Klong 12", zusammen mit Martin Eyerer
- Hypnotized (2009), Stil vor Talent 12", zusammen mit Fran
- Arrow and Bow (2010), Stil vor Talent 12", zusammen mit Fran
- Echoes (2010), Stil vor Talent 12", zusammen mit Fran
- Iyéwayé (2015), Stil vor Talent 12"

### Mix-CDs
- The Process (2006), Resopal Schallware
- Clubload (2006), Polystar Records
- Cocorico Session 01 (2007), Mantra Vibes
- Schneeweiß (2013), Stil vor Talent
- Schneeweiß II (2013), Stil vor Talent
- Schneeweiß III (2014), Stil vor Talent

### Remixe (Auszug)
- Mick Rubin – Als es passierte (2005)
- Oliver Huntemann – Radio (2005)
- Cassius – Toop Toop (2006)
- John Acquaviva – Feedback (2006)
- Kai Kurve – Mir ist schlecht (2008)
- Tobias Lützenkirchen – Drei Tage wach (2008)
- Wir sind Helden – Die Wespe (2010)
- Hurts – Stay (2010)
- Jennifer Rostock – Schlaflos (2014)